# Sh2-159
Sh2-159 est une petite nébuleuse en émission visible dans la constellation de Cassiopée. Elle est située sur le bras de Persée et est directement reliée aux autres nébuleuses environnantes, telles que NGC 7538 et Sh2-161B, situées dans la même région que la grande association OB Cassiopée OB2.

## Observation
La nébuleuse est située dans la partie la plus à l'ouest de la constellation, à la frontière avec Céphée, juste à l'est de la nébuleuse NGC 7635 et à environ 1° au sud-ouest de l'amas ouvert M52. Elle n'est pas facilement observable optiquement, donc ni les jumelles ni un télescope amateur ne permettent de la voir. On peut la voir sur des photographies à longue exposition, dans lesquelles elle apparaît comme une grande nébulosité douce diffuse, avec des régions plus lumineuses au centre et un grand arc dans la direction du nord. Le fond est très riche en champs d'étoiles, sur lesquels se détache l'amas ouvert NGC 7510 en direction sud-ouest, clairement observable même aux jumelles.
Céphée et Cassiopée sont deux constellations caractéristiques des cieux d'automne du nord. La région céleste dans laquelle se trouve la nébuleuse atteint sa hauteur maximale au-dessus de l'horizon dans le ciel du soir entre octobre et décembre. La déclinaison fortement septentrionale signifie qu'elle n'est facilement observable que depuis les régions de l'hémisphère boréal, où, de plus, elle est circumpolaire depuis la plupart de ses latitudes. De l'hémisphère sud, sa visibilité est limitée uniquement aux latitudes tropicales et subtropicales et il est toujours visible assez bas sur l'horizon nord.

## Caractéristiques
C'est une région H II bien visible dans la bande Hα. Elle contient en son sein une source très compacte d'ondes radio, qui coïncide avec la partie la plus dense du nuage et entoure une étoile de classe spectrale O9, qui est la principale source d'ionisation des gaz dans la région. L'extinction est d'environ 10 à 12 magnitudes, ce qui indique qu'il y a une grande quantité de poussière qui s'assombrit dans le nuage. Sa vitesse radiale indique qu'il fait partie du même complexe nuageux que NGC 7538, dans le grand nuage Sh2-161B. Sh2-159 est associé à la grande association OB Cas OB2, qui compte cinq étoiles massives de classe O et quelques étoiles de classe B.